# Luas

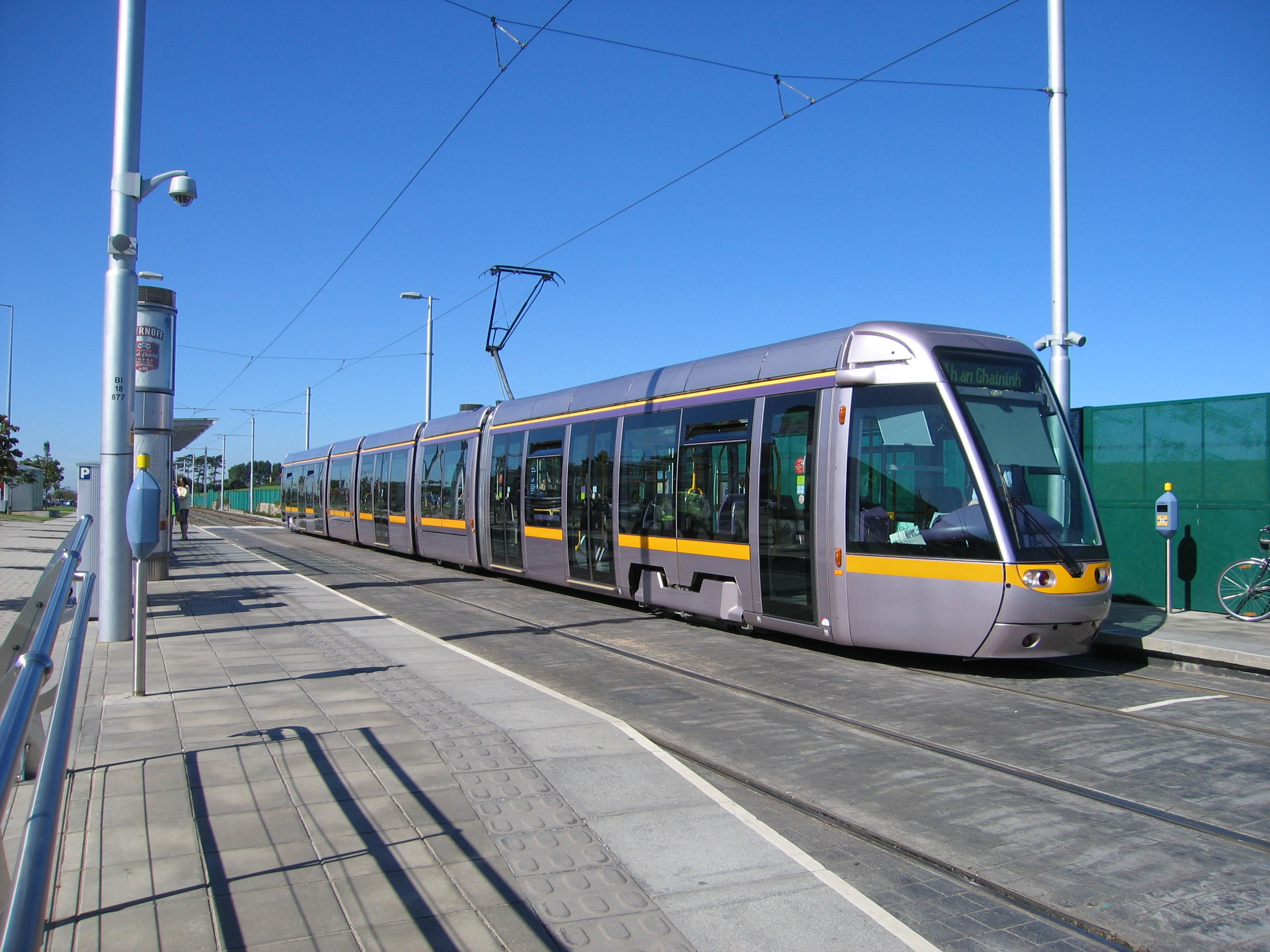
Citadis 301 in Dublin

Luas (Iers voor snelheid) is de benaming voor het trambedrijf in de Ierse hoofdstad Dublin. 
Dublin had al een trambedrijf van 1872-1949 met ook dubbeldekstrams. De laatste lijn 8 naar Dalkey reed op 10 juli 1949. De laatste rit werd volgens de toenmalige minister van Justitie Seán Mac Eoin begeleid door 60 bewakers, waaronder 2 opzichters, 1 inspecteur, 8 sergeanten en 3 motorrijders", maar ze waren niet in staat om de laatste tram te beschermen tegen schade door souvenirjagers.
Het huidige trambedrijf bestaat uit twee lijnen die niet met elkaar in verbinding staan. Voor de exploitatie heeft de Railway Procurement Agency Veolia Transport gecontracteerd voor een periode van vijf jaar.
De groene lijn ('Luas Green Line') is geopend op 30 juni 2004. Deze lijn is ongeveer tien kilometer lang en telt dertien haltes. De groene lijn maakt gebruik van het tracé van een voormalige spoorlijn. Er is bij de aanleg rekening gehouden met een mogelijke ombouw in een metrolijn. De rode lijn ('Luas Red Line') werd geopend op 28 september 2004. Deze lijn is vijftien kilometer lang en telt drieëntwintig haltes. Op 2 juli 2011 is de Luas Red Line uitgebreid met het traject van Belgard naar Citywest en Saggart. Aan de centrumzijde is de lijn uitgebreid naar de Docklands met als eindhalte The Point.

## Haltes
| Green Line | St Stephen's Green - Harcourt - Charlemont - Ranelagh - Beechwood - Cowper - Milltown - Windy Arbour - Dundrum - Balally - Kilmacud - Stillorgan - Sandyford - Central Park - Glencairn - The Gallops - Leopardstown Valley - Ballyogan Wood - (Racecourse)toekomstige halte - Carrickmines - (Brennanstown)toekomstige halte - Laughanstown - Cherrywood - Brides Glen                                       |
| Red Line   | The Point - Spencer Dock - Mayor Square/NCI - Georges Dock - (Connolly) - Busáras - Abbey Street - Jervis - Four Courts - Smithfield - Museum - Heuston - James's - Fatima - Rialto - Suir Road - Goldenbridge - Drimnach - Blackhorse - Bluebell - Kylemore - Red Cow - Kingswood - Belgard - Cookstown - Hospital - Tallaght Belgard - Fettercaim - Cheeverstime - Citywest Campus - Fortunestown - Saggart |

Netwerk

De Red Line heeft twee fysieke eindpunten in City-Centrum: oorspronkelijk was (trein)station Connoly het eindpunt, maar sinds voorjaar 2010 is er een zijtak naar de Docklands: station Connoly is nu eindpunt voor een op de drie trams, de andere twee trams buigen na de busterminal (Busáras) af naar de Docklands en bedienen daar vier stations. De 'tak' Busaras-Connoly is echter slechts 200 meter lang en op de halte Connoly is een elektronisch informatiebord waarop de komende treinen van de halte Busaras wordt weergegeven voor reizigers die niet kunnen/willen wachten.
Op 2 juli 2011 is de uitbreiding van de Red Line geopend. Deze aftakking ligt bij de halte Belgard en loopt dan via de haltes Rettercairn, Cheeverstown, Citywest Campus en Fortunestown naar Saggart. Tussen 7 april 2011 en openstelling op 2 juli 2011 was deze uitbreiding technisch gereed en werden er proefritten op het traject gehouden.

## Materieel

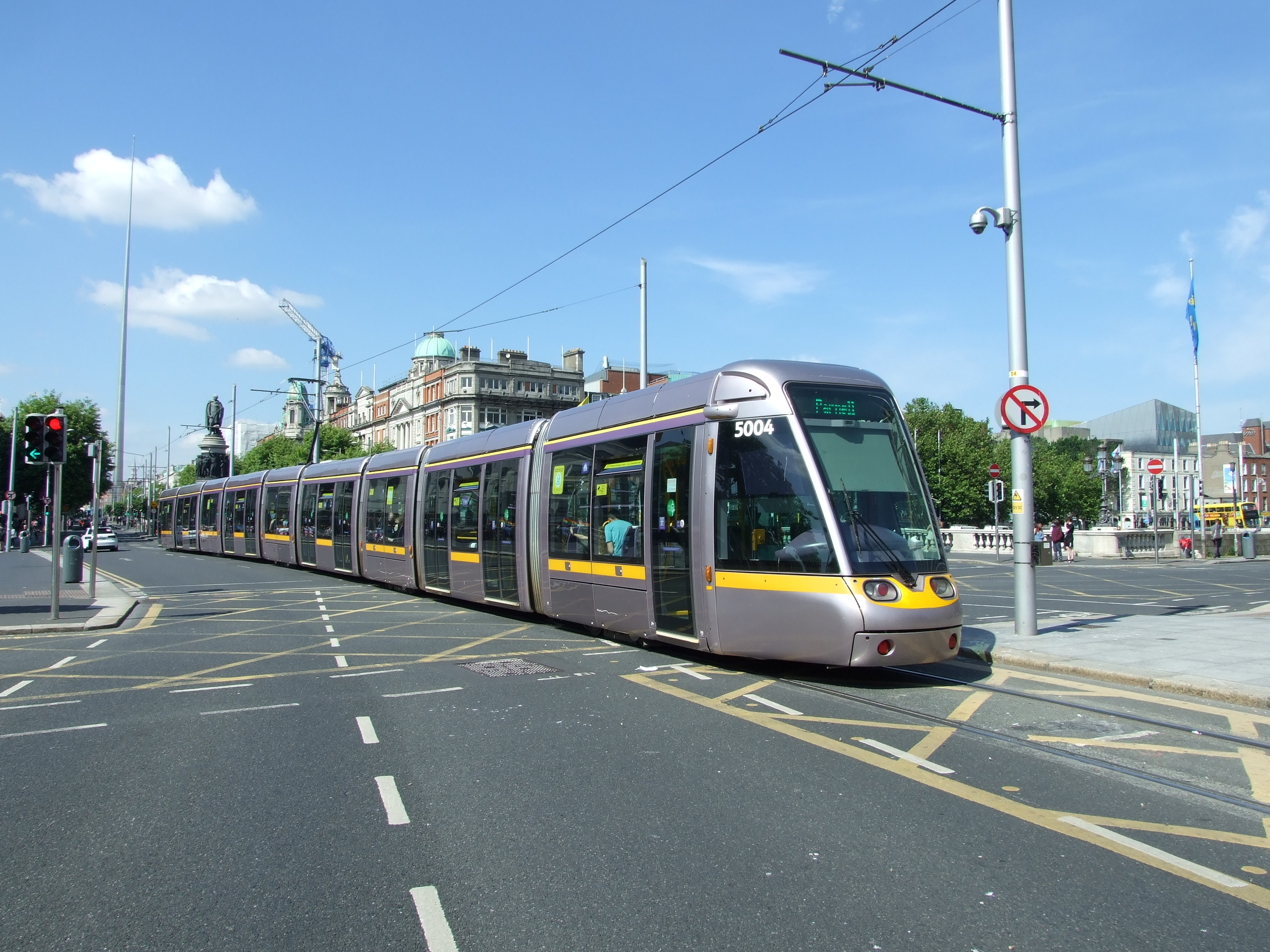
Een 9-delige Citadis.

Op de beide tramlijnen worden vanaf het begin in 2004 trams ingezet van Alstom van het type Citadis, gebouwd in Le Creusot (Frankrijk). Op de rode lijn werden vanaf de start 26 driedelige trams type 301 ingezet, serie 3001-3026. Deze trams waren dertig meter lang en boden 60 zit- en 175 staanplaatsen. De trams hadden twee draaistroommotoren van 140 kW en een maximumsnelheid van 70 km/h. Voor de groene lijn zijn er veertien trams type 401. Deze trams zijn genummerd van 4001 tot 4014 en zijn ruim tien meter langer dan de trams voor de rode lijn. Ook hebben ze een grotere capaciteit: 80 zit- en 230 staanplaatsen. De 3000-serie werden gestald in het depot Red Cow; de 4000-serie in Sandyford.

### Uitbreidingen
Reeds in 2007 werden alle 301 trams verlengd met twee modules en zo gelijk aan de bestaande 401 trams. In 2009 en 2010 werden 26 trams van de tweede generatie geleverd, deze 7-delige trams werden type 402 genoemd. Op basis hiervan werden in 2017 zeven stuks 9-delige trams van het type 502 geleverd. Deze trams waren met 54,7 meter de een-na-langste trams ter wereld. In de periode 2019-2021 werden de bestaande 402 trams verlengd tot 502 trams en daarnaast nog acht nieuwe 9-delige trams geleverd.

## Vervoerbewijzen
In tegenstelling tot de Dublin Area Rapid Transit (DART), waarbij toegang tot de perrons alleen wordt verschaft met een geldig kaartje via een poortje, en Dublin Bus waar de buschauffeur controleert of reizigers een abonnement gebruiken dan wel een kaartje aanschaffen, is er bij de Luas geen enkele beperking om in te stappen. De reiziger is zelf volledig verantwoordelijk om voor het instappen een kaartje te kopen (dan wel in te checken met de Leap card). Om het aantal zwartrijders laag te houden is er zeer regelmatige controle in de Luas-trams. Als iemand niet in het bezit is van een geldig plaatsbewijs wordt er een uitstel van betaling uitgeschreven en moet hij achteraf de Standard Fare betalen, (behalve bij redenen als defecte kaartautomaten op de haltes, of op dat moment niet-functionerende kaartlezer). De Standard Fare (die ook online betaald kan worden), bedraagt € 45,- en wordt verhoogd naar € 100, als er na 14 dagen nog niet betaald is.
De Luas kent een paar verschillende opties om ritten te betalen:
- enkele reizen en retourtjes uit de kaartautomaten.
- dag-, week- of maandabonnementen voor bepaalde trajecten of het hele netwerk.
- met de Luas eigen smartcard of de Leap card die werkt met een aan- en afmeld-systeem voor het instappen en na het uitstappen via betaalpalen op de haltes.
- Tax-saver abonnementen voor ofwel bepaald traject, het hele netwerk of combinatie-kaarten met Dublin Bus of de DART / Commuter treinen. Als een werkgever deze abonnementen wil aanbieden aan hun werknemers (op basis van maand-abonnementen of jaarabonnementen) dan kunnen de werknemers de kaarten betalen voordat ze inkomstenbelasting en andere heffingen betalen. Hierdoor kan de korting oplopen tot 52%. (Het is mogelijk om de Tax-saver abonnementen privé aan te schaffen, maar dan geldt er geen belastingvoordeel).

Elke halte heeft ten minste twee betaalautomaten waar enkele reizen, retourtjes, dag-, week- en maandkaarten alsmede enkele combinatiekaarten kunnen worden aangeschaft. Ook kunnen via deze kaartautomaten Luas- of Leap cards worden opgeladen. Dag-, week- en maandabonnementen zijn ook verkrijgbaar bij veel verkooppunten en dan zijn de abonnementen aanzienlijk goedkoper.

## Ongelukken
Sinds de opening van de Luas zijn er vele ongelukken gebeurd, waarbij meestal alleen materiële schade was. Begin 2009 kwam echter een voetganger om het leven toen hij werd aangereden door de tram. Op 16 september 2009 raakte een Luas-tram een dubbeldeksbus in het midden, waarbij de tram ontspoorde. Eenentwintig mensen raakten gewond, drie daarvan zelfs zwaargewond, waaronder de bestuurder.

## Uitbreidingen
Er zijn diverse uitbreidingen in aanbouw of gepland. Onder de werknaam Transport 21 heeft het Ierse Railway Procurement Agency een visie bekendgemaakt voor de toekomst van het openbaar (spoor)vervoer in Ierland en Dublin in het bijzonder. Als gevolg van de economische crisis zijn veel van deze projecten ofwel uitgesteld of afgesteld
Onderdeel van deze plannen zijn bijvoorbeeld:
Bij de meeste projecten staat een cijfer die de fase van het project aangeeft. De cijfers betekenen:
Fase 1: Onderzoek naar verschillende traject-varianten
Fase 2: Definitieve route/traject keuze
Fase 3: Ontwerp van spoorbaan en haltes/stations
Fase 4: Aanvraag vergunningen
Fase 5: Constructie
Fase 6: Operationeel
- Luas A1 (Luas Citywest, Fase 6) - uitbreiding Luas Red aan de west-kant tot Citywest en Saggart. Opgeleverd en in gebruik 2011
- Luas B1 (Luas Cherrywood, Fase 6) - uitbreiding Luas Green line - Opgeleverd en in gebruik sinds september 2010
- Luas B2 (Luas Bray/Fassaroe, Fase 3) - verdere uitbreiding Luas Green line tot aan Bray
- Luas BXD (Luas Cross City, Fase 5) - een combinatie van een verbinding tussen eindpunt Luas Green St. Stephen's Park en Luas Red line plus het voormalige Luas D plan: een nieuwe tramlijn naar Broomsbridge
- Luas C (Luas Docklands, Fase 6) - een verlenging van de Luas Red line naar het havengebied aan de noordkant van de rivier de Liffey. Project is opgeleverd in het voorjaar van 2010.
- Luas D - als los project vervallen, maakt nu onderdeel uit van Luas BXD
- Luas F (Luas Lucan, Fase 3) - een nieuwe tram-verbinding vanuit het centrum westwaarts naar Lucan
- Metro North (Metro Airport/Swords, Fase 4) - een metrolijn vanaf Swords en het vliegveld (beide ten noorden van Dublin) en het stadscentrum. Voor deze 18 km lange lijn is men nu bezig de benodigde vergunningen aan te vragen.Project canceled[7]
- Metro West (Metro West, Fase 4) - Deze lijn moet de (voor)steden Tallaght, Clondalkin, Liffey Valley en Blanchardstown met elkaar verbinden en via Metro North ook een goede verbinding geven met het vliegveld.